# Drupella
Genre
Drupella est un genre de mollusques gastéropodes prédateurs du corail, de la famille des Muricidae.

## Liste des espèces
Selon World Register of Marine Species (19 avril 2016) :
- Drupella cornus (Röding, 1798)
- Drupella eburnea (Küster, 1862)
- Drupella fragum (Blainville, 1832)
- Drupella margariticola (Broderip, 1833)
- Drupella minuta Fujioka, 1984
- Drupella rugosa (Born, 1778)

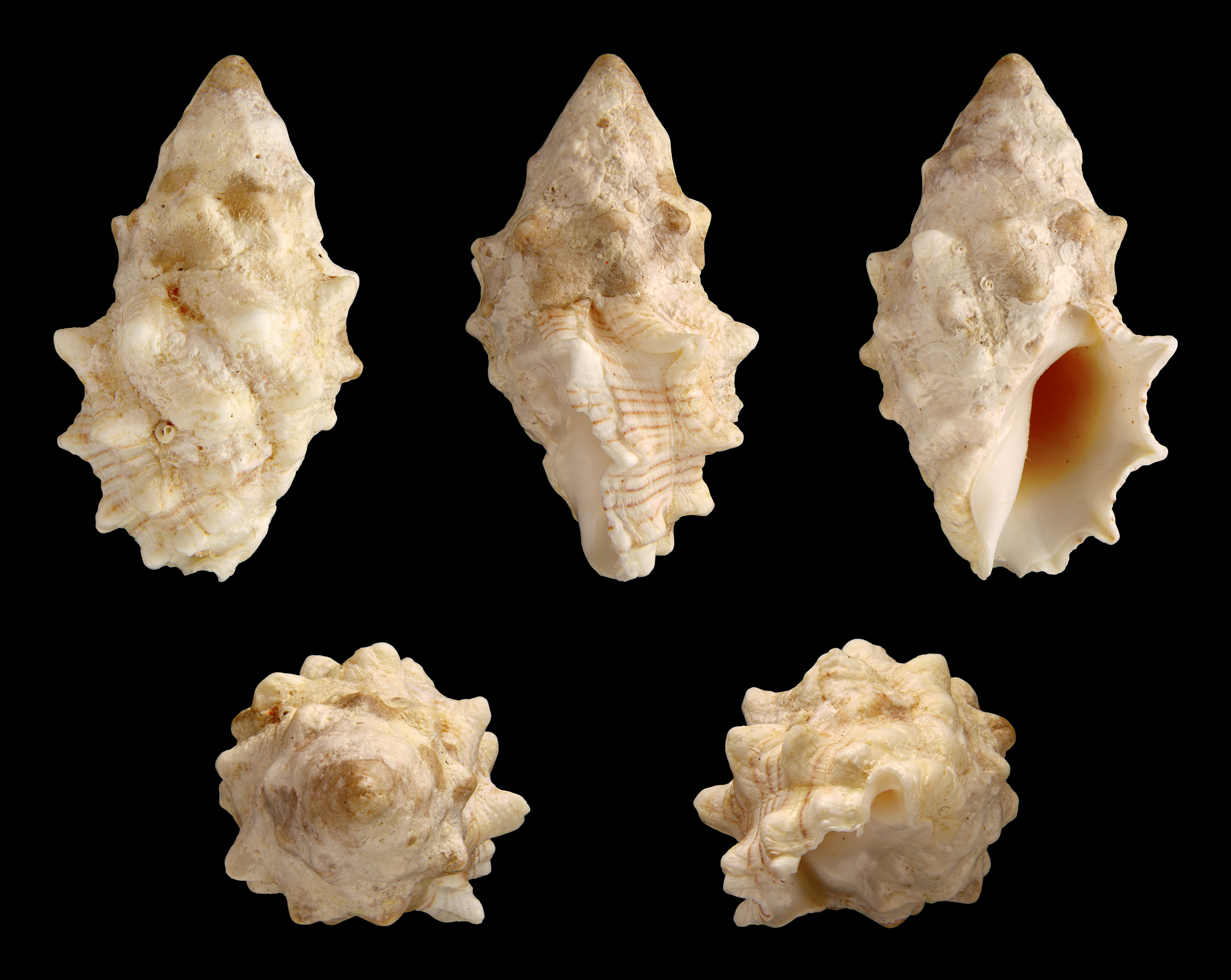
Drupella cornus.
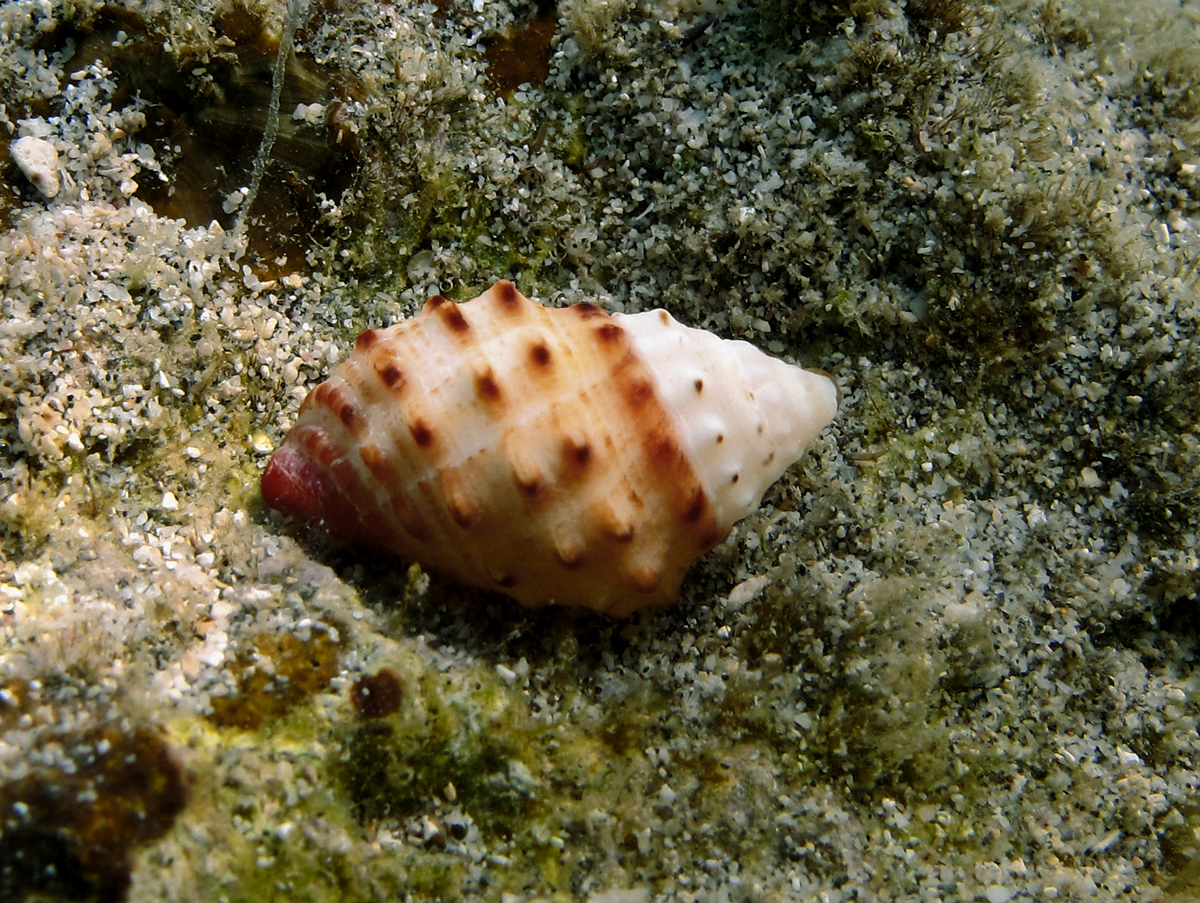
Drupella fragum.
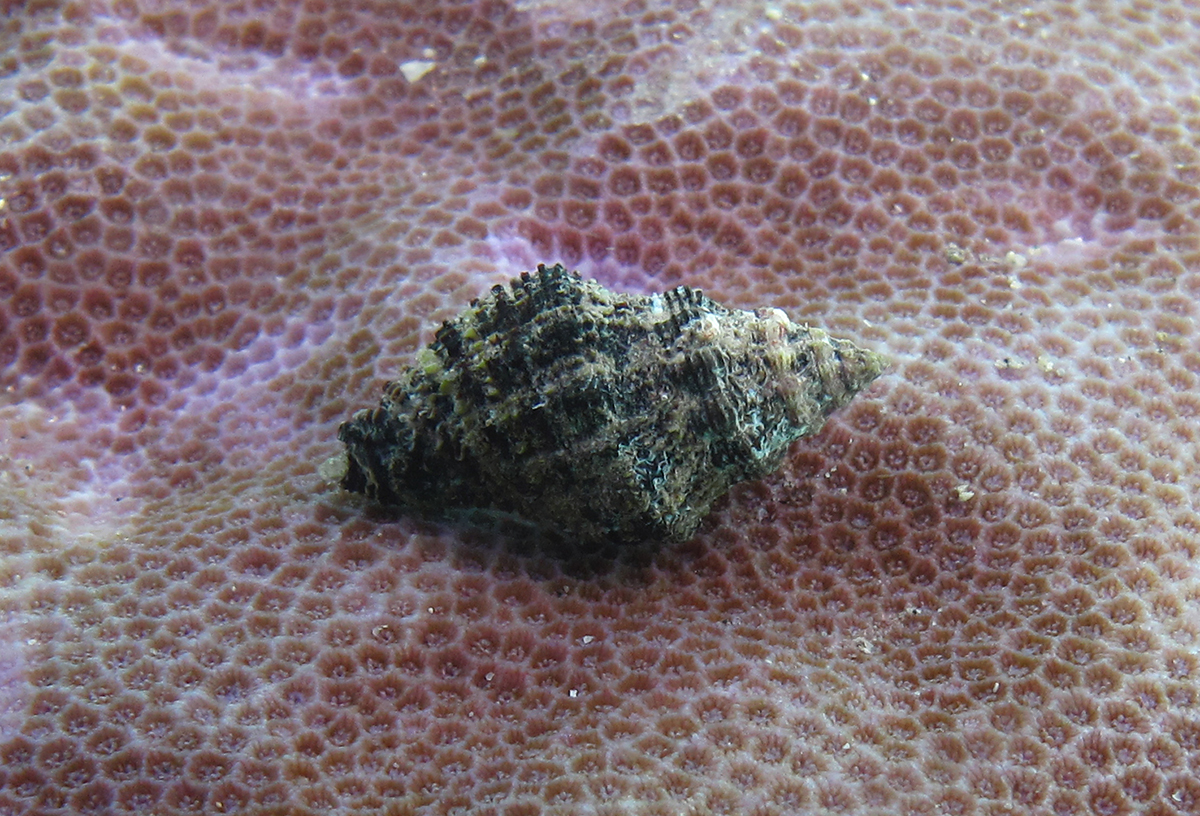
Drupella margariticola.
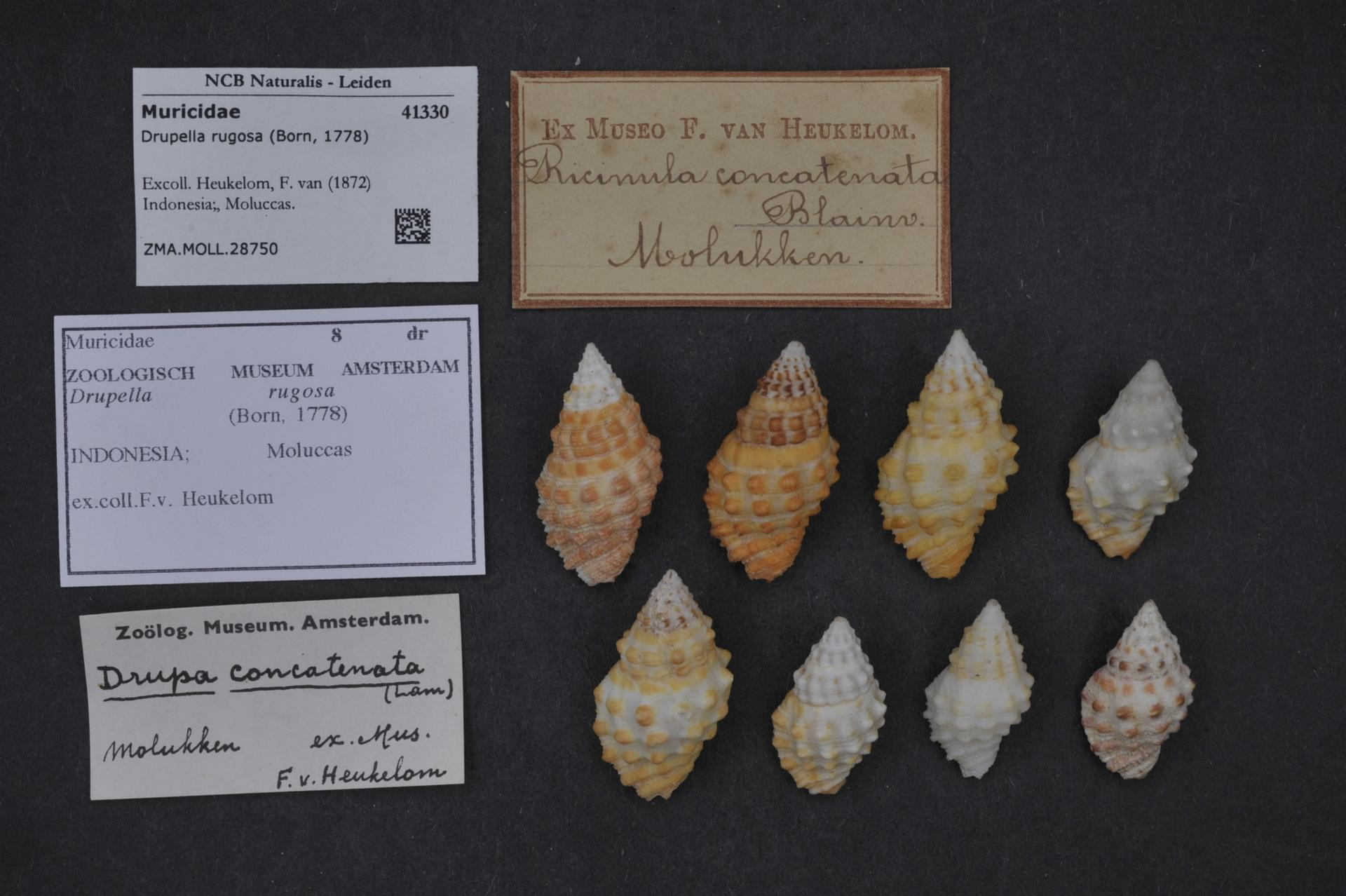
Drupella rugosa.